# Luquin
|  | Aquest article tracta sobre la localitat navarresa. Vegeu-ne altres significats a «Lukin (Rússia)». |

Luquin (oficialment en castellà, Lukin en basc) és un municipi de Navarra, a la comarca d'Estella Oriental, dins la merindad d'Estella. Limita amb Barbarin, al nord; Arróniz, a l'est; Sesma, al sud; i Los Arcos, a l'oest.

## Demografia
| Evolució demogràfica                              | Evolució demogràfica | Evolució demogràfica | Evolució demogràfica | Evolució demogràfica | Evolució demogràfica | Evolució demogràfica | Evolució demogràfica | Evolució demogràfica | Evolució demogràfica | Evolució demogràfica |
| 1996                                              | 1998                 | 1999                 | 2000                 | 2001                 | 2002                 | 2003                 | 2004                 | 2005                 | 2006                 | 2007                 |
| ------------------------------------------------- | -------------------- | -------------------- | -------------------- | -------------------- | -------------------- | -------------------- | -------------------- | -------------------- | -------------------- | -------------------- |
| 132                                               | 132                  | 131                  | 127                  | 132                  | 134                  | 132                  | 137                  | 139                  | 132                  | 138                  |
| Fonts: Luquin i Institut d'Estadística de Navarra |                      |                      |                      |                      |                      |                      |                      |                      |                      |                      |